# فلیکس پرز (بازیکن فوتبال)
فلیکس پرز (انگلیسی: Félix Pérez; ۱۳ ژوئن ۱۹۰۱ – ۱۲ سپتامبر ۱۹۸۳) بازیکن فوتبال اهل اسپانیا بود.
از باشگاه‌هایی که در آن بازی کرده‌است می‌توان به باشگاه فوتبال اتلتیکو مادرید و باشگاه فوتبال رئال مادرید اشاره کرد.
وی همچنین در تیم ملی فوتبال اسپانیا بازی کرده‌است.